# Enypnias
Enypnias är ett släkte av fiskar. Enypnias ingår i familjen smörbultsfiskar.
Kladogram enligt Catalogue of Life:
| Enypnias | \| \| Enypnias aceras \| \| \| \| \| \| Enypnias seminudus \| \| \| \| |
|          | \| \| Enypnias aceras \| \| \| \| \| \| Enypnias seminudus \| \| \| \| |
|          | Enypnias aceras                                                        |
|          |                                                                        |
|          | Enypnias seminudus                                                     |
|          |                                                                        |